# Bernd Schleicher
Bernd Schleicher (* 28. Juni 1947 in Eschwege; † 30. Juli 2023 in Wehretal) war ein hessischer Politiker (SPD) und Abgeordneter des Hessischen Landtags.

## Ausbildung und Leben
Bernd Schleicher leistete nach einer Lehre (1963 bis 1966) als Verwaltungsangestellter beim ehemaligen Landkreis Eschwege ab 1967 den Vorbereitungsdienst für den gehobenen Verwaltungsdienst beim Regierungspräsidium Kassel ab und war dort bis 1971 als Sachbearbeiter in verschiedenen Dezernaten tätig; zuletzt war er Leiter der Pressestelle und damit direkt dem Regierungspräsidenten Alfred Schneider als Mitarbeiter zugeordnet.
Im Herbst 1971 wurde er zur neu gegründeten Regionalen Planungsgemeinschaft Nordhessen (RPN) versetzt. Bei dieser war er maßgeblich am Aufbau der Geschäftsstelle des Zweckverbandes als Büroleiter beteiligt. Nachdem ihm bereits 1973 als nebenamtlichem Dozentren beim Hessischen Verwaltungsschulverband (Verwaltungsseminar Kassel) Lehraufträge für die Fächer „Haushalts-, Kassen- und Rechnungswesen“ sowie Kommunalrecht erteilt waren, wurde ihm hier 1978 das Amt eines hauptamtlichen Dozenten übertragen und er zugleich kommissarisch mit der Stellvertretung des Studienleiters beauftragt.
1981 wechselte Bernd Schleicher zur Verwaltungsfachhochschule Wiesbaden und wurde an den Standorten Kassel und kurzzeitig auch in Gießen als Fachhochschullehrer – zuletzt im Rang eines Regierungsdirektors – für die Studienfächer Öffentliche Finanzen und Kommunalrecht eingesetzt.

## Politik
Am 20. November 1986 rückte Bernd Schleicher als Ersatzbewerber für den plötzlich verstorbenen August-Wilhelm Mende in den Hessischen Landtag ein. Diesem gehörte er als direkt gewählter Abgeordneter im Wahlkreis Rotenburg vier Wahlperioden lang bis 1999 an, wobei er bei allen Wahlen die absolute Mehrheit der Stimmen erreichte. Von 1991 bis 1995 war er finanzpolitischer Sprecher der SPD-Landtagsfraktion und in dieser Eigenschaft maßgebend am Zustandekommen der „Überörtlichen Rechnungsprüfung für kommunale Körperschaften in Hessen“ beteiligt. In der 14. Wahlperiode (5. April 1995 bis 4. April 1999) war er Mitglied des Präsidiums des Landtags und stellvertretender Vorsitzender des Rechtsausschusses.
Vor und während seiner Mitgliedschaft im Hessischen Landtag war Bernd Schleicher vielseitig kommunalpolitisch tätig. So war er ab 1972 Gemeindevertreter und Kreistagsabgeordneter. Von 1981 bis 1987 war er Erster Beigeordneter (und damit Stellvertreter des Bürgermeisters) seiner Wohngemeinde Wehretal. Für zwölf Jahre (von 1977 bis 1989) bekleidete er das Amt des Vorsitzenden des Hauptausschusses im Kreistag des Werra-Meißner-Kreises. Von 1985 bis 1993 war er Vorsitzender des Planungsausschusses der beim Regierungspräsidium Kassel gebildeten Regionalen Planungsversammlung Nordhessen.
Von 1973 bis 2017 war er ununterbrochen ehrenamtlicher Verbandsvorsteher des Abwasserverbandes Wehretal-Sontratal, dem fünf Städte und Gemeinden des Werra-Meißner-Kreises angehören und der für die Behandlung des Abwassers aus dreiundzwanzig Orts- und Stadtteilen zuständig ist.

## Ehrungen
Für sein langjähriges verdienstvolles Engagement um die Landes- und Regionalplanung wurde Bernd Schleicher 1994 als erstem Kommunalpolitiker Nordhessens vom damaligen Staatsminister Jörg Jordan die Silberne Ehrenplakette des Hessischen Ministeriums für Landesentwicklung, Wohnen, Landwirtschaft, Forsten und Naturschutz verliehen. 1999 erhielt er das Bundesverdienstkreuz am Bande.
Die Gemeinde Wehretal würdigte seine Tätigkeit für die Allgemeinheit durch die Verleihungen der Bronzenen Ehrennadel im Jahre 1987 und der Silbernen Ehrennadel im Jahre 1998.
Der Abwasserverband Wehretal-Sontratal verlieh ihm nach seinem Ausscheiden im Jahre 2017 die Bezeichnung „Ehren-Verbandsvorsteher“. Außerdem erhielt er für sein langjähriges Wirken für die SPD auf vielen politischen Ebenen 2017 die Willy-Brandt-Medaille.

## Schriften
- Einführung in das öffentliche Finanzwesen (1977; 6. Aufl. 1989)